# La Fée (film, 2020)
Pour les articles homonymes, voir La Fée (homonymie).
Pour plus de détails, voir Fiche technique et Distribution.
La Fée (titre original : Фея) est un film russe réalisé par Anna Melikian, sorti en 2020,.

## Fiche technique
- Titre français : La Fée[3]
- Titre original : Фея, Feia
- Réalisation : Anna Melikian
- Scénario : Anna Melikian
- Photographie : Andreï Maïka
- Montage : Anna Melikian, Lioubava Netchistiak, Pavel Rouminov
- Musique : Kirill Rikhter
- Décors : Ekaterina Djagarova, Anna Tchistova
- Genre : Film dramatique, Film de science-fiction, Thriller
- Format : Couleur
- Durée : 152 minutes (2 h 32)
- Dates de sortie :
  -  Russie : 30 avril 2020